# デイブ・ビン
デイヴィッド・ビン (David Bing, 1943年11月24日 - ) は、アメリカ合衆国の政治家、実業家。かつてプロリーグであるNBAのデトロイト・ピストンズで活躍した元プロバスケットボール選手であった。第74代デトロイト市長を務めた。

## 選手キャリア

### 生い立ち
1943年11月24日にワシントンD.C.にて、レンガ工の父と家政婦の母との間に誕生する。家は貧しく、4人の子供たちは2つのベッドを共有した。腕白だった幼い頃のビンのあだ名は"Dukes（拳）"だった。5歳の時に手造りの木馬で遊んでいた時、転んだ先にあった釘が彼の左目を襲ったのである。幸い外科医によって視力は回復したものの、視界のボヤけまでは完全に回復する事は無かった。ビン一家が住んでいた周辺はバスケットボールが盛んであり、かのエルジン・ベイラーを輩出した土地でもあった。ベイラーは1950年代当時カレッジバスケ（シアトル大学）で活躍しており、スラム街のアフリカ系アメリカ人の子たちはバスケットボールが貧困から救い出してくれるスポーツに思えた。校庭のバスケットコートにはバスケ少年で溢れかえったが、まだ年少で背も低かったビンは年長の子供たちによってコートに入れてもらう事が出来なかった為、最初は野球に熱中した。
1958年にスピンガーン高校に進学した。ビンはここでバスケットボールコーチのウィリアム・ラウンドトリーと出会い、彼の熱心指導を受けてバスケットボール選手として頭角を現した。視界は常にぼやけているにもかかわらず、彼の生涯最大の武器となるジャンプシュートを身につけたのもこの頃であり、1961年のシーズンには平均16.2得点、最終学年1962年のシーズンには平均16.9得点をあげるトップスコアラーへと成長を遂げた。ビンに率いられたスピンガーン高校バスケットボール代表はインターハイトーナメントを3年連続制覇。ビン自身は3年連続でオールインターハイ、オールメトロ、オールイースタンメンバーに選ばれ、1962年にはパレード誌選出のオールアメリカンに選出されている。ビンは野球でもバスケットボールでも優秀だったが、試合のスケジュールが重なるようになった為バスケットボールに集中することになった。

### シラキューズ大学
ワシントンで活躍する6フィート3インチ（約191センチメートル）185ポンド（約84キログラム）の高校生選手にカレッジバスケの名門校も注目し始めた。中でもUCLA、ミシガン大学がビンを熱心に勧誘したが、バスケットでは弱小のシラキューズ大学もビンの獲得に名乗りを上げた。そしてビンはカレッジフットボールで活躍したアーニー・デービスから刺激を受け、出身校であるシラキューズ大を選択するが、同時に謙虚な彼は自身をまだ選手として未熟と見ており、名門校でプレーすることで埋もれたく無いという思いもあった。
かのアーニー・デービスも排出し、フットボールでは一流校だったシラキューズ大オレンジメンも、バスケットボールは物笑いの種だった。なにしろビンがチーム入りする前年には、泥沼の27連敗を喫するなど、低迷を極めていたのである。そんなシラキューズ大バスケットボールチームにとって、ビンは正に救世主だった。ビンは大学で最初のシーズンである1963-64シーズンに、同校の2年生記録を更新するシーズン通算556得点（平均22.2得点）をあげ、チームを17勝8敗の成績に導き、ナショナル・インヴィテーション・トーナメント（NCAAトーナメントと並ぶ全米規模のトーナメント。通称NIT）にも出場。トーナメントは1回戦でニューヨーク大学に敗退してしまうものの、シラキューズ大にとっては大成功のシーズンとなった。ビンは一躍カレッジバスケ界のスターとなったが、この頃すでに結婚しており、大学を卒業するまでに2人の子供をもうけた。家計を支えるために管理人として働き、オフシーズンの夏には子供たちを対象としたバスケットクリニックを開いた。1964-65シーズンには平均23.2得点12.0リバウンドの成績を記録し、The Sporting News選出のオールアメリカン1stチームに、平均28.4得点（全米ランキング5位、同校新記録）10.8リバウンドを記録した大学最後の1965-66シーズンには、40年の歴史を持つシラキュース大バスケットボールチームにとっては初のオールアメリカに選ばれた。22勝6敗の成績を残したシラキューズ大はNCAAトーナメントにも出場し、東部地区決勝まで進出している。大学3シーズンの成績は平均24.3得点10.3リバウンド（通算1,883得点786リバウンド）、フィールドゴール成功率49パーセントだった。

### デトロイト・ピストンズ（1966-1975）

#### キャリア初期
ビンは大学卒業後、1966年のNBAドラフトにて全体2位指名でデイブ・ディバッシャーが選手兼コーチを務めるデトロイト・ピストンズに入団する。期待の新人として注目を集めたビンだが、彼にとってのNBA公式デビュー戦は苦い思い出となった。ベンチ出場で6本のフィールドゴール全てを外し、0得点でNBAキャリアをスタートさせてしまったのである。しかし1966-67シーズンが始まって2週間ほどでビンもプロの水に慣れ、ディバッシャーは彼に先発の座を与えた。そしてビンは初先発した試合を8本のフィールドゴール全てを決めるという形でコーチの期待に応え、翌日の試合では35得点をあげた。ファイナル8連覇中という前代未聞の黄金期を築いていたボストン・セルティックスとの試合では、当時最高のディフェンシブガードの一人と見られていたK.C.ジョーンズのマークを受けた。試合前半、ジョーンズはルーキーをシャットダウンしてみせたが、ビンは常に動き回ってこのベテランを疲れ果てさせ、後半には二桁の得点を記録した。10シーズン連続負け越し中、3シーズン連続プレーオフ不出場中と低迷していたピストンズだが、11月末には4連勝して周囲を驚かせた。4連勝目のロサンゼルス・レイカーズ戦では、ビンは28得点の活躍をしている。しかしその後は黒星が先行するようになり、ディバッシャーはシーズン終盤に解任された。結局チーム成績は30勝51敗と11シーズン連続で負け越す事になったが、前年度よりも8勝分増となり、そしてビンはチームトップとなる平均20.0得点4.1アシスト、シーズン通算1,601得点をあげ、シーズン通算1,600得点以上を達成した史上6人目のルーキーとなった。ビンは新人王を受賞した。
ビンという素晴らしいガードを手に入れたピストンズは、1967-68シーズンに飛躍の時を迎えた。ドラフトでは全体1位でジミー・ウォーカーを指名し、また2年間兵役に就いていたテリー・ディッシンガーがチームに復帰、さらにはシーズン中のトレードでハッピー・ハーストンを獲得。新進気鋭のビンにコーチの重責から解放されたディバッシャーやエディ・マイルズ、そしてウォーカー、ディッシンガー、ハーストンを加えたピストンズは実に13シーズンぶりとなる40勝を達成し、シーズン成績40勝42敗で5シーズンぶりにプレーオフにも進出した。そしてビンは平均27.1得点6.4アシスト4.7リバウンドをあげ、通算2,142得点はリーグトップとなり、ビンは得点王に輝く（当時のスタッツリーダーは通算記録で決められていた）。ガードの選手がリーグの得点王となるのは、1946-47シーズン、まだNBAがBAAという名前だった時代にマックス・ザスロフスキーが達成して以来の快挙であった。さらにNBAオールスターゲームにも初出場し、オールNBAチームでは1stチームに選出される。プレーオフではセルティックスと当たり、1回戦で敗退してしまうものの、ピストンズはこの年も優勝するセルティックスに、最初の3試合を2勝1敗と先行するなどの健闘を見せた。

#### 試練
更なる飛躍が期待された1968-69シーズンは、しかし11月末から12月にかけて8連敗を喫し、ドニー・ブッチャーはコーチを解任され、ポール・シーモアが後任に就いた。さらにピストンズはデイブ・ディバッシャーを放出してウォルト・ベラミーを獲得するも、結局このシーズンは32勝50敗の成績に留まり、プレーオフ進出も逃した。ビンは平均23.4得点7.1アシストの成績を残している。
シーズン終了後、ビンの元に新興リーグABAのワシントン・キャップス（旧オークランド・オークス）からオファーが舞い込んできた。キャップスのオーナー、アール・フォアマンはチームからの放出を希望していたリック・バリーの穴を埋めるための、大物選手を探していたが、彼の目にはワシントン出身のビンは看板選手として打ってつけの人物と思えた。ビンはルーキー時にピストンズと年15,000ドルの契約を結んでいたが、フォアマンは3年50万ドルの契約を提示。2人の娘の父親でもあるビンはこの契約に大きな魅力を感じ、キャピトルズとの契約にサインした。しかしその後キャップスはノーフォーク (バージニア州)への移転を発表したため、故郷に戻れることを楽しみにしていたビンは落胆し、キャップスとの契約を解消。結局ピストンズと3年45万ドルで再契約した。エースは残留したが、ピストンズは低迷を続けた。1969-70シーズンのピストンズは31勝51敗。ビンは平均22.9得点6.0アシストと例年通りの成績を残したが、ハッピー・ハーストンやベラミーはチームを去り、3年目のジミー・ウォーカーが平均20得点以上をあげるスコアラーに成長したこと以外に喜べることはなかった。
1970-71シーズンはビンにとって報われないシーズンとなった。チームキャプテンとなったビンは再び絶頂期を迎え、平均27.0得点5.0アシストの好成績を記録。当時リーグ最高峰のディフェンシブチームとして知られたシカゴ・ブルズとの試合では54得点と爆発。この数字は70-71シーズンのリーグ最高記録となった。さらに全体1位指名の大物ルーキー、ボブ・レイニアが加わったピストンズは、実に15年ぶりとなる勝率5割以上達成となる45勝37敗をあげ、ビンは2度目のオールNBA1stチームに選ばれた。しかしミルウォーキー・バックス、シカゴ・ブルズ、フェニックス・サンズと強豪犇くミッドウェスト・デビジョンは、ピストンズを含め全チームが好成績を残したため、ピストンズはプレーオフに進出することができなかった。
ビンは幼少期の頃に左目に釘が刺さるという災難に見舞われているが、1971-72シーズン前に、今度は右目失明の危機に晒されている。プレシーズンマッチのロサンゼルス・レイカーズの試合において、元チームメイトのハッピー・ハーストンとの衝突で、ハーストンの指がビンの右目を襲ったのである。ビンは激しい痛みを感じたが、顔に引っ掻き傷を負っただけと思い、数日後のシーズン開幕に向けて準備を進めた。しかし翌朝、目覚めたビンは視界の異常に気づき、すぐに病院に駆け込んだ。医師は網膜剥離と診断し、ビンはその日のうちに手術を受け、術後は包帯を巻いたために3日間暗闇の中で過ごした。ビンはこの時の怪我がもとで周辺視野が低下。また明るくライトアップされるプロのコート上では、ビンの視力はさらに低下することが懸念され、くわえて医師はビンがこの先も激しいスポーツを続けるのであれば、両目が失明する可能性もあると告げた。しかしビンは医師の警告を無視して12月末のニューヨーク・ニックス戦にて復帰し、21得点をあげた。ビンはこのシーズン、45試合に出場し、平均22.6得点7.0アシストを記録するが、視力低下の影響は否めず、フィールドゴール成功率は過去最低の41.4%だった。エースの離脱が響いたピストンズは26勝56敗と大きく負け越した。

#### 低迷からの脱出
医師の警告の通り、視力低下はビンのキャリアに致命的な傷を与えるかに思われた。しかし、ビンは努力の人だった。彼は右目の視力低下後、フリースローの猛練習に励んだ。この特訓が実り、ビンのフリースロー成功率はビンが右目に怪我を負った翌年の1972-73シーズンから3シーズン連続で80%以上を記録する。またビンは自分の得点力が失われた場合に備え、ディフェンダーとしての向上も目指した。1972-73シーズンを迎えるとき、チームはビンに選手兼コーチとなるよう要請したが、ビンは辞退。アール・ロイドが臨時コーチに就き、開幕後8試合目から元ピストンズのレイ・スコットが正式コーチに就任した。オフシーズンの特訓の成果で完全復活したビンは全82試合に出場し、平均22.4得点、アシストはキャリアハイの7.8アシスト（リーグ3位）を記録。フィールドゴール成功率も44.8%まで回復し、フリースロー成功率は初の80%越えとなる81.4%だった。ビンの復活に、レイ・スコットのコーチ就任、そしてリーグ有数のセンターに成長を遂げたボブ・レイニアと好条件が揃ったピストンズは、前年の大不振から抜け出す40勝42敗を記録。プレーオフにはあと一歩届かなかったが、低迷脱出に向けて明るい兆しが見られたシーズンとなった。
そして1973-74シーズン、ピストンズはチーム史上初の勝率6割以上、50勝以上達成となる52勝30敗を記録。プロ7年目、30歳となるビンはキャリアで初めて平均20得点を下回ったが、平均18.8得点6.9アシストの成績でチームの司令塔を務め上げ、オールNBA2ndチームに選出された。6シーズンぶりの出場となるプレーオフでは、シカゴ・ブルズと対戦。シリーズは第7戦までもつれた末に、94-96でピストンズは惜敗した。翌1974-75シーズンは40勝42敗と負け越すも、プレーオフには出場。シアトル・スーパーソニックスの前に1勝2敗で敗退した。このシーズンのビンの成績は平均19.0得点7.7アシストだった。
ビンは素晴らしい司令塔だったが、ピストンズは31歳のビンに代わるより若いプレーメーカーを探し始めていた。そしてビンも自分のキャリアを故郷で終えたい思いが強まっていた。ピストンズはビンの願いを叶えるべく、ワシントンD.C.のチーム、ワシントン・ブレッツとトレードを行い、ケヴィン・ポーターとの交換でビンを彼の故郷へと送り出した。こうしてビンのデトロイトでの9年間は幕を閉じた。

### ピストン以後

#### ワシントン・ブレッツ（1975-1977）
ワシントン・ブレッツはエルヴィン・ヘイズ、ウェス・アンセルド、フィル・シェニエ擁するリーグ有数の強豪であり、前季1974-75シーズンにはNBAファイナル進出を果たしていた。ビンは強豪チームの司令塔を任され、1975-76シーズン平均16.2得点6.0アシストの成績を記録。7回目の出場、そして最後の出場となるオールスターゲームではベンチスタートながら16得点4アシストを決め、123-109でイーストチームを勝利に導き、ビンはオールスターMVPを受賞した。ブレッツは48勝34敗の成績でプレーオフに進出したが、1回戦でクリーブランド・キャバリアーズの前に敗退した。1975-76シーズン、33歳となったビンは若手ガードのトム・ヘンダーソンに司令塔としての役割を譲り、成績は10.6得点4.3アシストだった。前年と同じ48勝だったブレッツは1回戦でキャバリアーズを破り、カンファレンス準決勝に進出。カンファレンス準決勝ではヒューストン・ロケッツに敗れるが、ビンはキャリア晩年にしてようやくプレーオフ1回戦の壁を突破した。

#### ボストン・セルティックス（1977-1978）
1976-77シーズン後にブレッツとの契約は終了したが、ビンはまだプレーできる力が残っていると信じ、ボストン・セルティックスと契約した。1950年代末から70年代前半に掛けて13回の優勝を果たしたセルティックスも、この時期は衰退し始めており、ガードのジョ・ジョ・ホワイトは負傷、チャーリー・スコットはレイカーズにトレードに出されていたため、結果的にビンにはブレッツ時代以上の出場時間が与えられた。ビンは1977-78シーズン平均13.6得点3.8アシストの成績を記録。セルティックスは32勝50敗の成績で7シーズンぶりにプレーオフ出場を逃したが、成績低迷との引き換えにドラフト上位指名権を獲得。ラリー・バードを指名し、新時代へのスタートを切った。これを機会にセルティックスの大エース、ジョン・ハブリチェックは引退し、ビンもそれに倣った。34歳のビンは、12年のNBAキャリアに終止符を打ったのである。

## 選手像とその業績
かつて、スポーツ誌がデイブ・ビンを"Mr. Unsung-About."（目立たない人）と評したように、ビンのNBAキャリアは取り立てて派手なものではなかった。しかしプレーメーカーとしてもスコアラーとしても優秀だったビンは、当時ポイントガードとシューティングガードの役割が明確化されたバックコートにおいて、2つのポジションを兼ねることができた稀有な存在だった。柔らかいシュートタッチを武器に毎晩のように高得点をたたき出すビンは、リーグを代表するスコアラーだったが、本人は何よりもまずチームを勝利へと導くプレーメーカーとしての任務を果たそうとした。彼は爆発的なクイックネスを活かしたドライブを得意としたが、彼のドライブはバスケットを狙うためのものではなく、ディフェンダーを引き付けてオープンとなったチームメートにパスを送るためのものだった。ビンは得点王に輝いた経歴を持つが、同時に5シーズンでアシスト数リーグトップ5入りを果たしている。また、失明の危機に晒されながらも現役を続行した彼の精神力も注目に値する。

### 通算成績
得点、リバウンド、アシストの成績は下記の通りである。
|              | レギュラーシーズン (12シーズン) | レギュラーシーズン (12シーズン) | レギュラーシーズン (12シーズン) | プレーオフ (5シーズン) | プレーオフ (5シーズン) |
| ------------ | ------------------------------- | ------------------------------- | ------------------------------- | ---------------------- | ---------------------- |
| 901試合総計  | ゲーム平均</smal                | 40分平均                        | 31試合総計                      | ゲーム平均             |                        |
| ポイント数   | 18,327                          | 20.3                            | 22.4                            | 477                    | 15.4                   |
| リバウンド数 | 3,420                           | 3.8                             | 4.2                             | 85                     | 2.7                    |
| アシスト数   | 5,397                           | 6.0                             | 6.6                             | 133                    | 4.3                    |

### 受賞歴
- AP通信選出オールアメリカ：1966
- オールスターゲーム出場：7回 (1968-1969, 1971, 1973-1976)
- オールスターMVP：1回 (1976)
- ルーキー・オブ・ザ・イヤー：1967
- オールルーキー1stチーム選出：1967
- オールNBA1stチーム選出：2回 (1968, 1971)
- オールNBA2ndチーム選出：1回 (1974)
- 1968年得点王：2,142点（平均27.1点）
- 1971年フリースロー得点王：615点
- バスケットボール殿堂：1990
- Schick Achievement Award（NBA功労賞）：1990
- NBA50周年記念オールタイムチーム：1996
- National Civil Rights Museum Sports Legacy Award ：2009　スポーツを通じて公民権や人権に多大な貢献をしたスポーツ選手に贈られる。
- 背番号「21」はデトロイト・ピストンズの永久欠番
- デトロイト・ピストンズのチーム記録

## NBA個人成績

### レギュラーシーズン
| シーズン     | チーム       | GP  | MPG  | FG%  | FT%   | RPG | APG | STL | BLK | PPG  |
| ------------ | ------------ | --- | ---- | ---- | ----- | --- | --- | --- | --- | ---- |
| 1966–67      | DET          | 80  | 34.5 | .436 | .738  | 4.5 | 4.1 | –   | –   | 20.0 |
| 1967–68      | DET          | 79  | 40.6 | .441 | .707  | 4.7 | 6.4 | –   | –   | 27.1 |
| 1968–69      | DET          | 77  | 39.5 | .425 | .713  | 5.0 | 7.1 | –   | –   | 23.4 |
| 1969–70      | DET          | 70  | 33.3 | .444 | .783  | 4.3 | 6.0 | –   | –   | 22.9 |
| 1970–71      | DET          | 82  | 37.4 | .467 | .797  | 4.4 | 5.0 | –   | –   | 27.0 |
| 1971–72      | DET          | 45  | 43.0 | .414 | .785  | 4.1 | 7.0 | –   | –   | 22.6 |
| 1972–73      | DET          | 82  | 41.0 | .448 | .814  | 3.6 | 7.8 | –   | –   | 22.4 |
| 1973–74      | DET          | 81  | 38.6 | .436 | .813  | 3.5 | 6.9 | 1.3 | 0.2 | 18.8 |
| 1974–75      | DET          | 79  | 40.8 | .434 | .809  | 3.6 | 7.7 | 1.5 | 0.3 | 19.0 |
| 1975–76      | WSB          | 82  | 35.9 | .447 | .787  | 2.9 | 6.0 | 1.4 | 0.3 | 16.2 |
| 1976–77      | WSB          | 64  | 23.7 | .454 | .773  | 2.2 | 4.3 | 1.0 | 0.1 | 10.6 |
| 1977–78      | BOS          | 80  | 28.2 | .449 | .824  | 2.7 | 3.8 | 1.0 | 0.2 | 13.6 |
| 通算         | 通算         | 901 | 36.4 | .441 | .775  | 3.8 | 6.0 | 1.3 | 0.2 | 20.3 |
| オールスター | オールスター | 7   | 17.9 | .372 | 1.000 | 2.3 | 2.3 | 0.0 | 0.0 | 5.9  |

### プレーオフ
| 年度 | チーム | GP | MPG  | FG%  | FT%   | RPG | APG | STL | BLK | PPG  |
| ---- | ------ | -- | ---- | ---- | ----- | --- | --- | --- | --- | ---- |
| 1968 | DET    | 6  | 42.3 | .410 | .733  | 4.0 | 4.8 | –   | –   | 28.2 |
| 1974 | DET    | 7  | 44.6 | .420 | .733  | 3.7 | 6.0 | 0.4 | 0.1 | 18.9 |
| 1975 | DET    | 3  | 44.7 | .426 | .615  | 3.7 | 9.7 | 1.7 | 0.0 | 16.0 |
| 1976 | WSB    | 7  | 29.9 | .447 | .800  | 2.6 | 4.0 | 1.0 | 0.3 | 13.7 |
| 1977 | WSB    | 8  | 6.9  | .438 | 1.000 | 0.8 | 0.6 | 0.0 | 0.1 | 4.0  |
| 通算 | 通算   | 31 | 31.1 | .423 | .748  | 2.7 | 4.3 | 0.6 | 0.2 | 15.4 |

## 実業家・政治家として

### 事業での成功
ビンはバスケットでは勤勉な努力家だったが、それ以外の分野でも向上心が高かった。遠征の移動中には熱心に本を読み、金融やビジネス、工業を独学で学んだ。またオフシーズン、他の選手たちがゴルフや趣味に興じている中、ビンはクライスラー社で働いた。彼がNBAでルーキーだった22歳のとき、マイホーム購入のためにデトロイトの銀行に融資を求めたところ断られたため、ビンは資金を稼ぐためにオフシーズンを利用して銀行に勤め、金銭出納係や顧客係などをした。さらにキャリア終盤にはデトロイトのパラゴン・スティールという小さな鉄鋼関連会社で倉庫や運送・販売関連の部門で働き、ビジネスに関するあらゆるノウハウを得る事になった。
1980年、ビンは彼自身の25万ドルとローン8万ドルを資金に借りた倉庫で、4人の従業員と共に鉄鋼関連会社ビン・スティールを創業。しかし資金は半年で尽きたため、製造には関わらず仲介業務をすることになったが、ゼネラルモーターズがクライアントとなったことを切っ掛けに同社は大きく発展する。2年目には420万ドルの収益を上げ、ビンは1984年にはロナルド・レーガン大統領から全米中小企業個人賞（National Minority Small Business Person Of The Year）を受賞した。1985年にはビン・スティールは2つの工場と63人の従業員を抱える、収益金4,000万ドルの会社へと成長。創業から10年後にはさらに6,100万ドルまで収益を増やし、ブラック・エンタープライズ誌はアフリカ系アメリカ人が所有する会社としては全米10位の実績と評価した。その後ビング・スティールはビング・グループへと変わり、デトロイトのノースエンドに本社を構え、主に自動車産業に年間2,800万ドルの金属プレス加工品を供給した。

### デトロイト市長
1989年に財政悪化を受けてデトロイト市は公立高校のスポーツプログラムを全廃する計画を発表した。ビンはこれに対して反対キャンペーンを展開し、スポーツプログラム継続のために37万3000ドルの寄付金を集めた。結局デトロイトの有権者たちは増税の道を選び、スポーツプログラム全廃計画も廃止された。ビンが集めた寄付金は学校へと納められた。
2008年10月16日にデトロイト市長への立候補を表明した。2009年2月24日の予備選挙では1位で通過し、2009年5月5日の決選投票で対立候補のケニス・クックエール・ジュニアを破って当選した。クワメ・キルパトリック前市長の後任として5月11日に74代目デトロイト市長に就任した。

## ちなみに
シラキューズ大学卒業後に1966年のNBAドラフトで全体2位指名を受けてピストンズに入団。以後スコアラー兼プレメーカーとして活躍し、新人王・得点王・オールスターMVP・オールNBAチーム選出3回などに輝く、リーグを代表するガードとして活躍した。1990年には殿堂入りを果たし、NBA50周年記念オールタイムチームにも選ばれた。現役引退後は実業家として鉄鋼業で大きな成功を収め、2009年にはデトロイト市長に当選した。